# 경구개 접근음
경구개 접근음(硬口蓋接近音)은 자음중 하나로, 경구개에서 조음하는 접근음이다.

## 발음의 예
- 한국어: ㅇ으로 시작하는 ㅑ, ㅒ, ㅕ, ㅖ, ㅛ, ㅠ의 첫소리에서 이 소리가 난다.
- 표준 중국어: yi와 yu가 아닌 병음 y에서 이 소리가 난다.
- 광둥어: 병음 j에서 이 소리가 난다.
- 하카어: 병음 y에서 이 소리가 난다.
- 말레이어, 케추아어족, 우즈베크어, 촐어, 코사어, 아파르어, 스와힐리어, 야칸어, 프랑스어, 튀르키예어, 야오어, 아제르바이잔어, 르완다어: y에서 이 소리가 난다.
- 체코어, 서프리슬란트어, 덴마크어, 에스토니아어, 핀란드어, 헝가리어, 몰타어, 폴란드어, 슬로바키아어, 아프리칸스어: j에서 이 소리가 난다.
- 롬어: 범 블라흐 라틴 문자 표기의 j에서 이 소리가 난다.
- 아랍어: ي에서 이 소리가 난다.
- 영어: yes의 y에서 이 소리가 난다.
- 일본어: や, ゆ, よ의 첫소리에서 이 소리가 난다.
- 투르크멘어: ý에서 이 소리가 난다.
- 코사어: y와 yh에서 이 소리가 난다. yh는 이완음이다.
- 태국어: ญ와 ย의 첫소리에서 이 소리가 난다.
- 라오어: ຢ의 첫소리에서 이 소리가 난다.
- 크메르어: យ의 첫소리에서 이 소리가 난다.
- 현대 히브리어: י에서 이 소리가 난다.
- 세르보크로아트어: 키릴 문자 표기의 ј, 라틴 문자 표기의 j에서 이 소리가 난다.
- 총가어: y, yh, yw에서 이 소리가 난다. yh는 유기음, yw는 순음화 자음이다.
- 서부 크리어: 크리 음절 문자 표기의 ᔦ, ᔨ, ᔪ, ᔭ, ᔩ, ᔫ, ᔮ의 첫소리와 ᐩ, 라틴 문자 표기의 y에서 이 소리가 난다.